# Different World (album Uriah Heep)
Different World – osiemnasty album studyjny brytyjskiej grupy Uriah Heep wykonującej progresywnego hard rocka. Został wydany w lutym 1991 nakładem Legacy.

## Lista utworów
1. Blood On Stone (Bolder) 4:38
2. Which Way Will The Wind Blow (Bolder) 4:52
3. All God's Children (Box/Lanzon) 4:20
4. All For One (Bolder) 4:27
5. Different World (Box/Canzon) 4:15
6. Step By Step (Bolder) 4:07
7. Seven Days (Box/Lanzon) 3:35
8. First Touch (Lanzon) 3:54
9. One On One (Box/Lanzon) 4:05
10. Cross That Line (Box/Lanzon) 5:35

Zremasteryzowana wersja albumu z roku 1996 zawiera 6 utworów bonusowych:
1. Stand Back (Box/Lanzon) 3:59
  - oryginalnie zawarty jedynie na CD
2. Blood Red Roses (Goalby) 3:52
  - wersja zremiksowana z roku 1990, oryginalnie na Still 'Eavy, Still Proud
3. Hold Your Head Up (Argent/White) 4:21
  - wersja singlowa
4. Rockarama (Goalby/Sinclair/Bolder/Kerslake/Box) 10:03
  - wcześniej nieopublikowana wersja koncertowa z sesji do Live In Moscow

Specjalna edycja de-luxe z 2003 roku zawiera 7 utworów bonusowych:
1. Stand Back (Box/Lanzon) 3:59
  - oryginalnie zawarty jedynie na CD
2. Powers of Addiction (Bolder) 4:11
  - początkowo niezrealizowany
3. Holy Roller (Box/Kerslake/Bolder/Shaw/Lanzon) 5:02
  - początkowo na A Time Of Revelation
4. Blood on Stone (Bolder) 7:02
  - nowy remix.
5. Cross that Line (Box/Lanzon) 5:59
  - nowy remix

## Twórcy

### Główni muzycy
- Mick Box – gitara
- Lee Kerslake – perkusja
- Trevor Bolder – gitara basowa, śpiew
- Phil Lanzon – instrumenty klawiszowe, śpiew; instrumenty smyczkowe w "When the War is Over"
- Bernie Shaw – śpiew

### Muzycy dodatkowi
- Brett Morgan – perkusja
- Danny Wood – akordeon
- Benny Marshall – harmonijka ustna
- Steve Piggott – programowanie keyboardu w "Seven Days", "One On One" i "Cross That Line"
- Roy Neave – programowanie komputerowe

## Informacje o albumie
- nagrany: utwory, chóry i overdubbing – Chapel Studios; główne i boczne wokale, akordeon i harmonijka ustna – Fairview Studios
- inżynieria: Mat Kemp i Roy Neave
- produkcja i miksy: Trevor Bolder